# 李皇后 (後漢)
李皇后（约913年—954年），晋阳人，后汉高祖刘知远皇后，名不详，民间传说为李三娘。

## 生平
刘知远寒微时，在晋阳牧马，聽說李氏美貌出眾，夜入李氏家，劫取李氏为妻。刘知远后来当了节度使，李氏封为魏国夫人，李氏生下兒子刘承祐。刘知远于太原称帝，想搜刮民财厚赏军士，李氏劝阻，并用内库的钱以充军饷。
天福十二年（947年），刘知远册封李氏为皇后。次年，刘知远驾崩，隐帝刘承祐即位，尊李皇后为皇太后。隐帝与李業等谋诛杨邠等执政大臣，议定后，告知太后，太后认为应该和与宰相商议。李业在旁边说：“先帝尝言，朝廷大事不可谋及书生，懦怯误人。”太后再次劝阻，刘承祐生气着说：“国家之事，非闺门所知。”拂衣而出。
乾祐三年（950年），郭威率军南下，大败慕容彦超于刘子陂，刘承祐意欲出城亲征，太后劝他不要莽撞，刘承祐还是不听，最后被郭允明弑杀。郭威入京，称凡军国大事，皆请李太后发教令而行，议立徐州节度使劉贇为帝，刘赟未至，郭威率群臣请李太后权临朝，李太后于是攝政。之后，郭威被六军推戴，李太后将皇位让给郭威。
次年正月，郭威即位，建立后周，上李太后尊号曰德圣皇太后〈新五代史稱昭聖皇太后〉，居太平宫。后周显德元年（954年）春，李太后薨于西宫。
太后有六位弟弟，大弟李弘信、小弟為武德使李業。尚有兩名弟弟李洪建、李洪義排行未曉。